# HMS Victorious (1939)
HMS Victorious (R38) (англ. Его Величества корабль «Викториес», от англ. victorious — «Победоносный») — авианосец типа «Илластриес» Королевского флота Великобритании. Построенный по кораблестроительной программе 1936 года, «Викториес» стал одним из наиболее известных кораблей Второй мировой войны.

## История создания
В начале 30-х годов XX века приход к власти в Германии национал-социалистической партии во главе с Адольфом Гитлером и последовавшее за этим увеличение военной мощи вызвали настороженность в политических, военных и общественных кругах Великобритании. Со спуском на воду авианосца «Арк Ройал» Великобритания получила новый современный авианосец, также в составе флота было ещё несколько более старых кораблей.

## История службы
Строительство авианосца Victorious было начато 4 мая 1937 года на верфи Vickers-Armstrong в Ньюкастле. На воду корабль был спущен 16 сентября 1939 года, а 15 мая 1941 года строительство было завершено. Первой операцией Victorious было его участие в «Охоте за Бисмарком» в конце мая 1941 года. Стоит отметить, что именно с этого авианосца взлетел «Суордфиш», выпустивший торпеду, попавшую в «Бисмарк». С июля 1941 и по март 1942 года самолёты авианосца участвуют в налётах на немецкие транспорты и базы в Норвегии. С апреля по июль 1942 года авианосец осуществляет эскорт конвоев, после чего в августе 1942 года направляется на Средиземное море. Там Victorious принимает участие в операции «Пьедестал» в августе 1942 года, а в ноябре того же года поддерживает высадку в Северной Африке. Затем авианосец направляется на ремонт в США. В Англию корабль возвращается в январе 1944 года.
После этого, в феврале 1944 года Victorious принимает участие в операции «Тангстен» (Вольфрам) — охоте за «Тирпицем». Затем корабль направляется в Индийский океан. С июля 1944 года и по январь 1945 его самолёты проводят операции против японцев. В марте 1945 года включается в состав 5-го американского флота. В его составе авианосец участвует в операции по высадке на Окинаве. В мае 1945 получает два тяжёлых повреждения от атак камикадзе, повреждения были устранены только в июле 1945 года. В середине июля и августе самолёты авианосца участвуют в налётах на Токио и Иокогаму. В Англию Victorious возвращается в октябре 1945 года.
В октябре 1950 года была начата модернизация авианосца. Обошлась она в 20 миллионов фунтов и закончилась в январе 1958 года. В ходе модернизации была заменена часть взлётной палубы над ангаром. Была уменьшена толщина брони, но при этом, за счёт новых конструкторских решений, была повышена прочность взлётной палубы и добавлена «косая палуба», размещённая под углом к оси симметрии корабля. С неё осуществлялся взлёт самолётов, а старая «прямая» палуба использовалась для посадки . По бортам авианосца были установлены були, повысившие его устойчивость. Полностью была заменена двигательная установка и перестроен «остров», на котором появилась трёхкоординатная РЛС типа 984. Были внесены изменения и в вооружение — зенитные пушки калибра 114 мм были заменены двенадцатью 76-мм американскими орудиями. Заменены были и катапульты. В результате Victorious превратился в современный авианосец, пригодный для базирования реактивных самолётов, в том числе и с ядерным оружием на борту. Оставшиеся корабли этого класса модернизации не подвергались.
После ремонта авианосец с 1958 по 1960 годы находился в Средиземном море. В начале 1961 года был направлен в поход вокруг Африки в Индийский океан. Там находился в районе Сингапура, а затем был направлен в район Персидского залива, где защищал «британские интересы» от Ирака. В конце 1964 года авианосец возвращается в Англию на полуторагодичный ремонт, после чего в середине 1966 года вновь направляется на Дальний Восток и в Австралию. После возвращения в 1967 году корабль выводится в резерв, а в 1968 году продаётся на слом.

### «Факел» над Северной Африкой
Во время возвращения в Англию «Викториес» одержал ещё одну победу. 11 ноября 1942 года «Альбакор» из 817 эскадрильи заметил и потопил вражескую подводную лодку. Ей оказалась U-517.